# 前寮漁港
前寮漁港，位於台灣澎湖縣馬公市前寮里，主管單位為澎湖縣政府，屬第二類漁港，並與東側的石泉漁港與菜園漁港地理位置上相互連結。:167

## 簡介
澎湖縣馬公市前寮里在清領時期的乾隆年間尚稱作「煙墩仔社」，係因班兵派駐當地，搭建有煙墩砲臺駐防而得名，後來因漁民在砲臺附近的海濱搭建草寮，草寮前方即海，空無一物，守兵乃遂稱當地的房舍為前寮，漸漸成為整體區域的代稱，約莫於編撰《澎湖廳志》的光緒年間已改稱「前寮社」，並與石泉、菜園兩聚落接壤一處，面朝馬公內灣，同屬嵵裡澚管轄。
前寮漁港確切興建年份不詳，但澎湖縣政府將前寮漁港興建案編入民國69年至76年（1980年－1987年）間的「第一期臺灣地區漁港建設方案」，動用新台幣144萬元闢建。民國77年至85年（1988年－1996年）的「第二期臺灣地區漁港建設方案」，則編列新台幣703萬元用於前寮漁港。民國86年至89年（1997年－2000年）的「第三期臺灣地區漁港建設方案」中，澎湖縣政府編列新台幣323萬，進行前寮漁港堤面整修、航道疏濬，包括增建東側曳船道和西側護岸118.7公尺等工程。民國90年至91年（2001年－2002年）的「第四期臺灣地區漁港建設方案」，又斥資新台幣537萬元於前寮漁港，浚挖泊地，並再延長東側曳船道的突堤共60公尺。:166-167
根據2005年出版的《續修澎湖縣志．財政志》資料，前寮漁港在四期的工程經費總計為新台幣1707萬元。:175
前寮漁港現行台灣的漁港法屬於「第二類漁港」，而在民國95年（2006年）1月27日之前的漁港法舊制中，屬於供地方性使用的「第三類漁港」。此外，前寮漁港因泊地水位低淺，船筏皆需等候漲潮方能出入，當地水產則以牡蠣的養殖業為主，又因陸上缺乏漁業的設施，漁獲多往馬公港配送。

## 圖輯

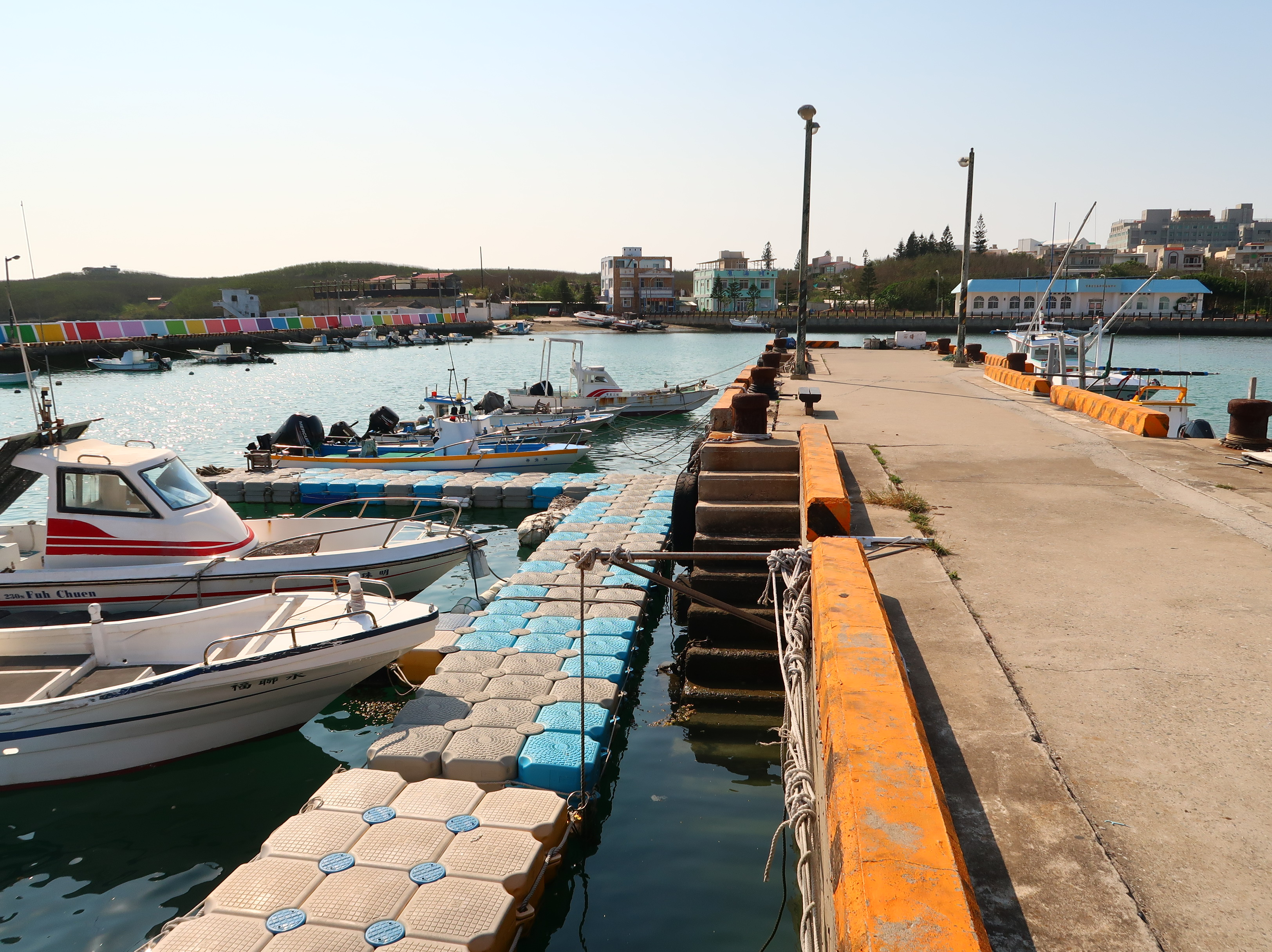
前寮漁港
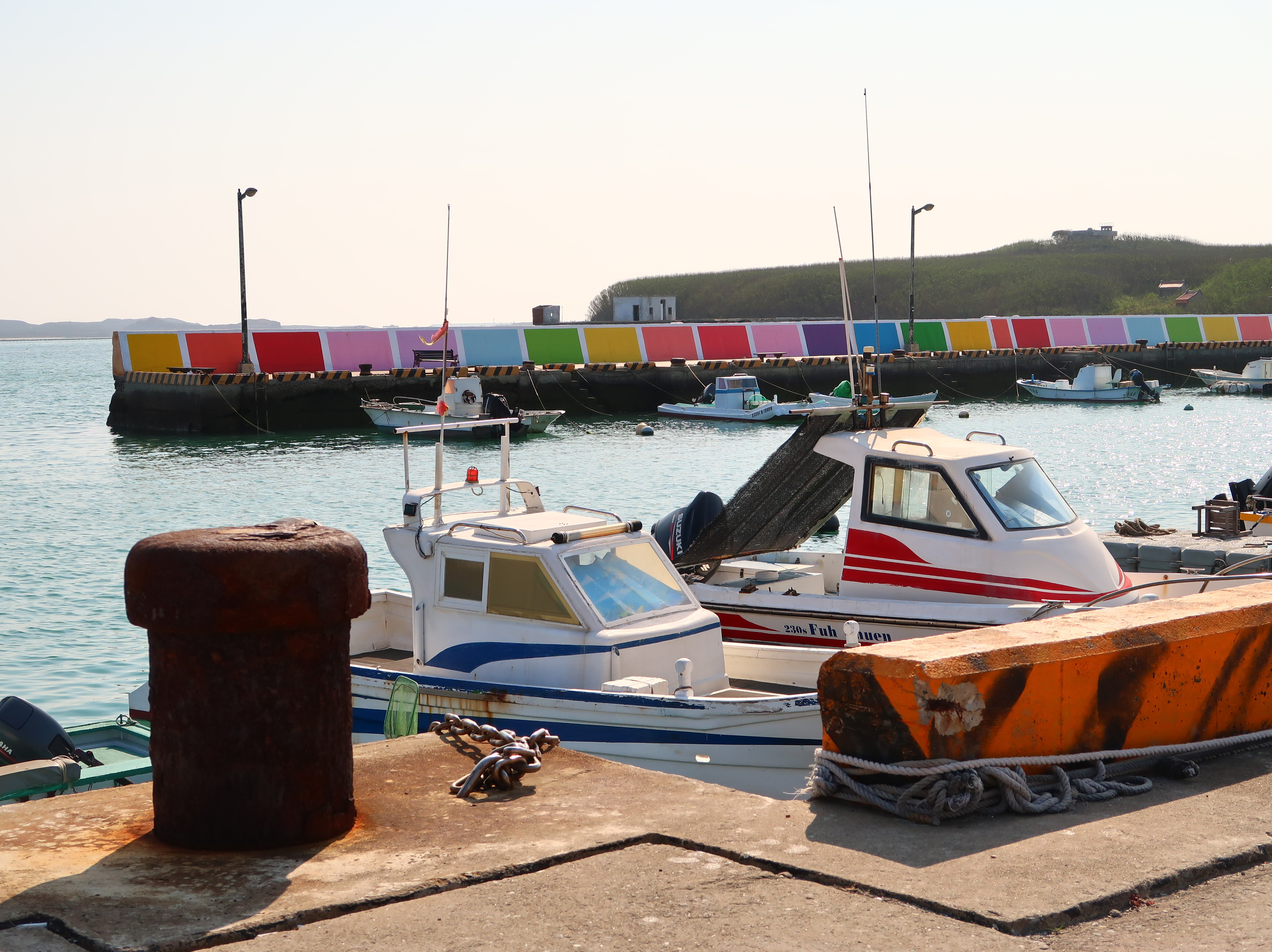
停泊船隻
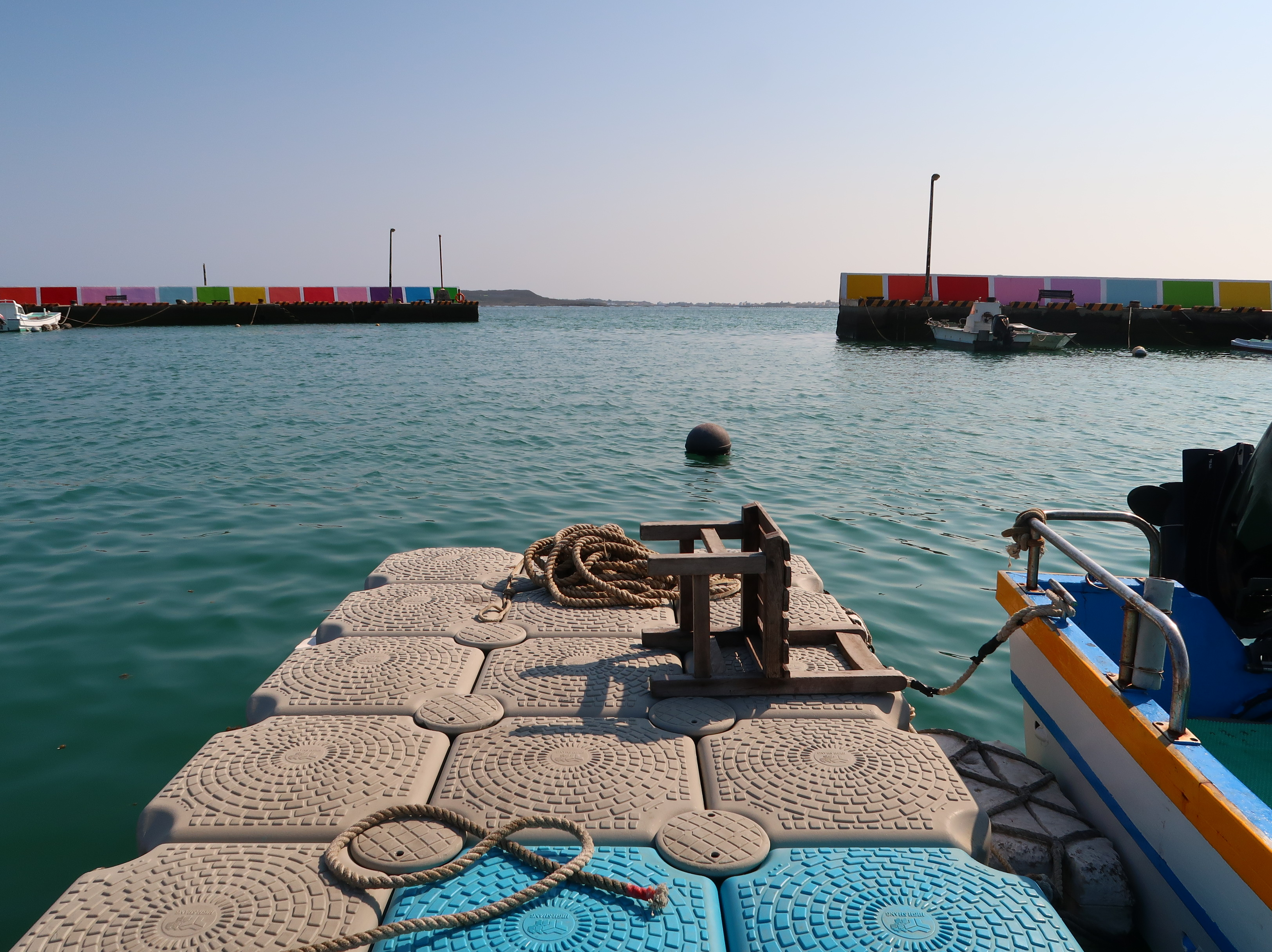
兩側突堤
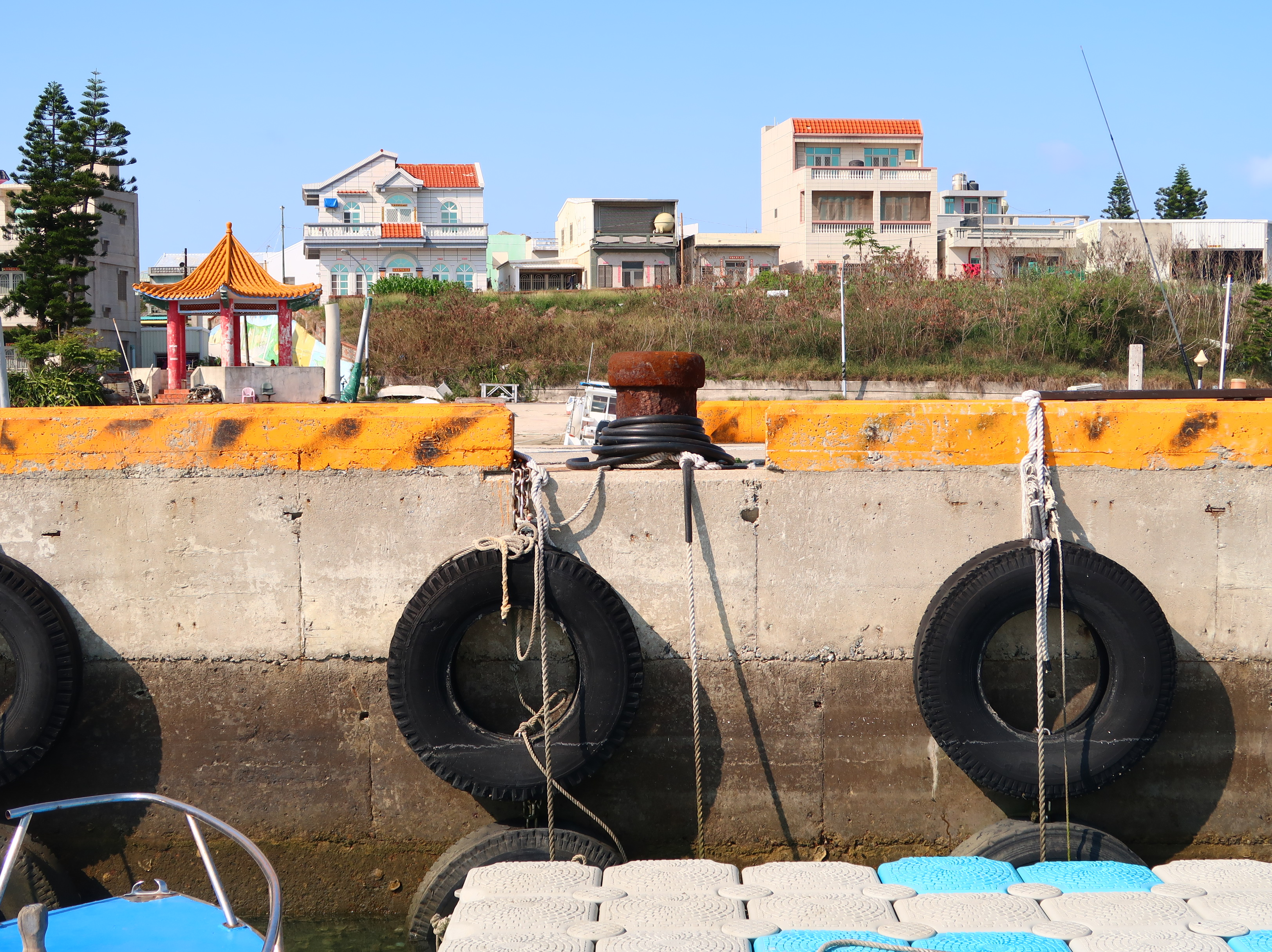
岸上風光
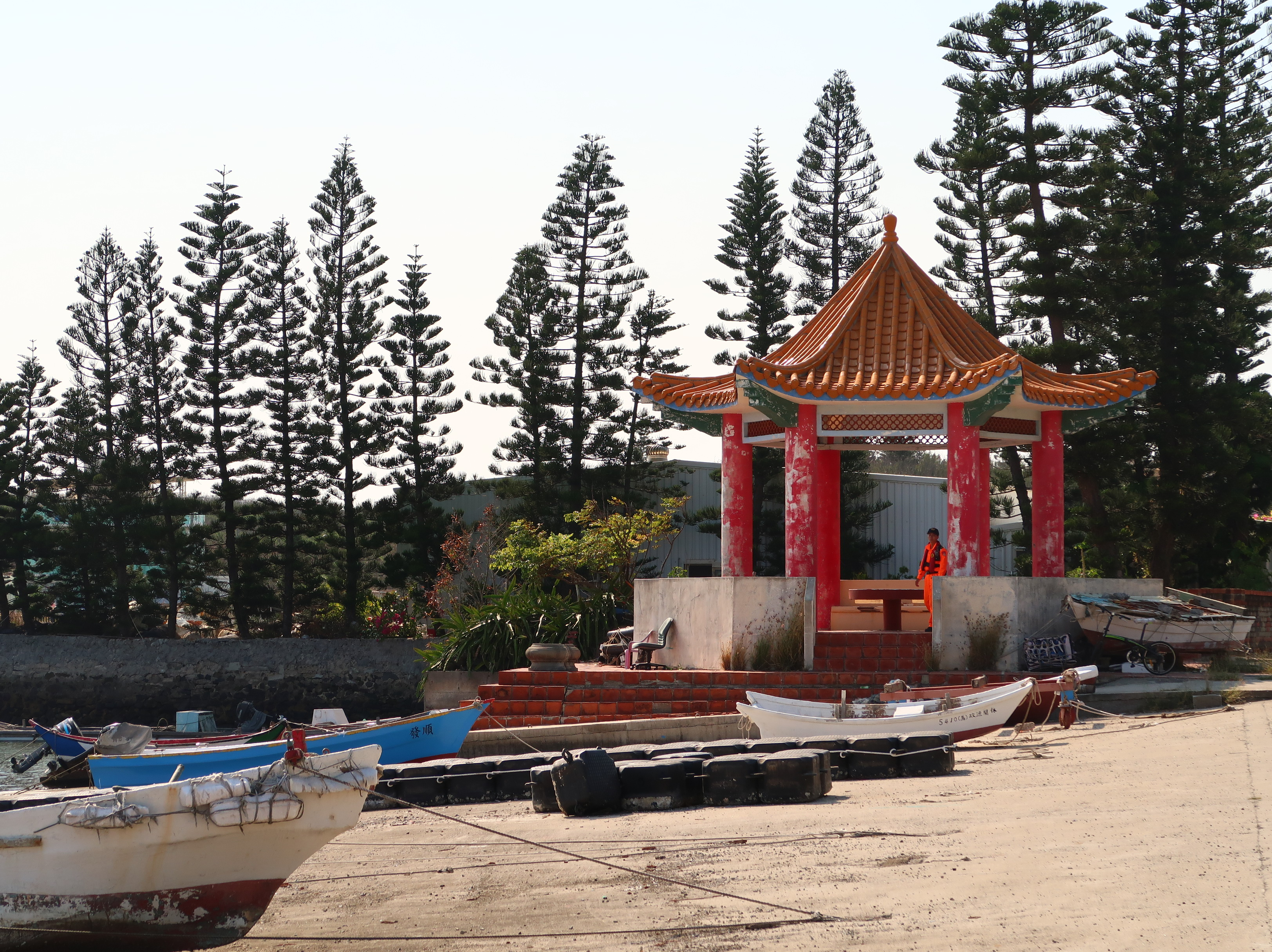
漁港涼亭
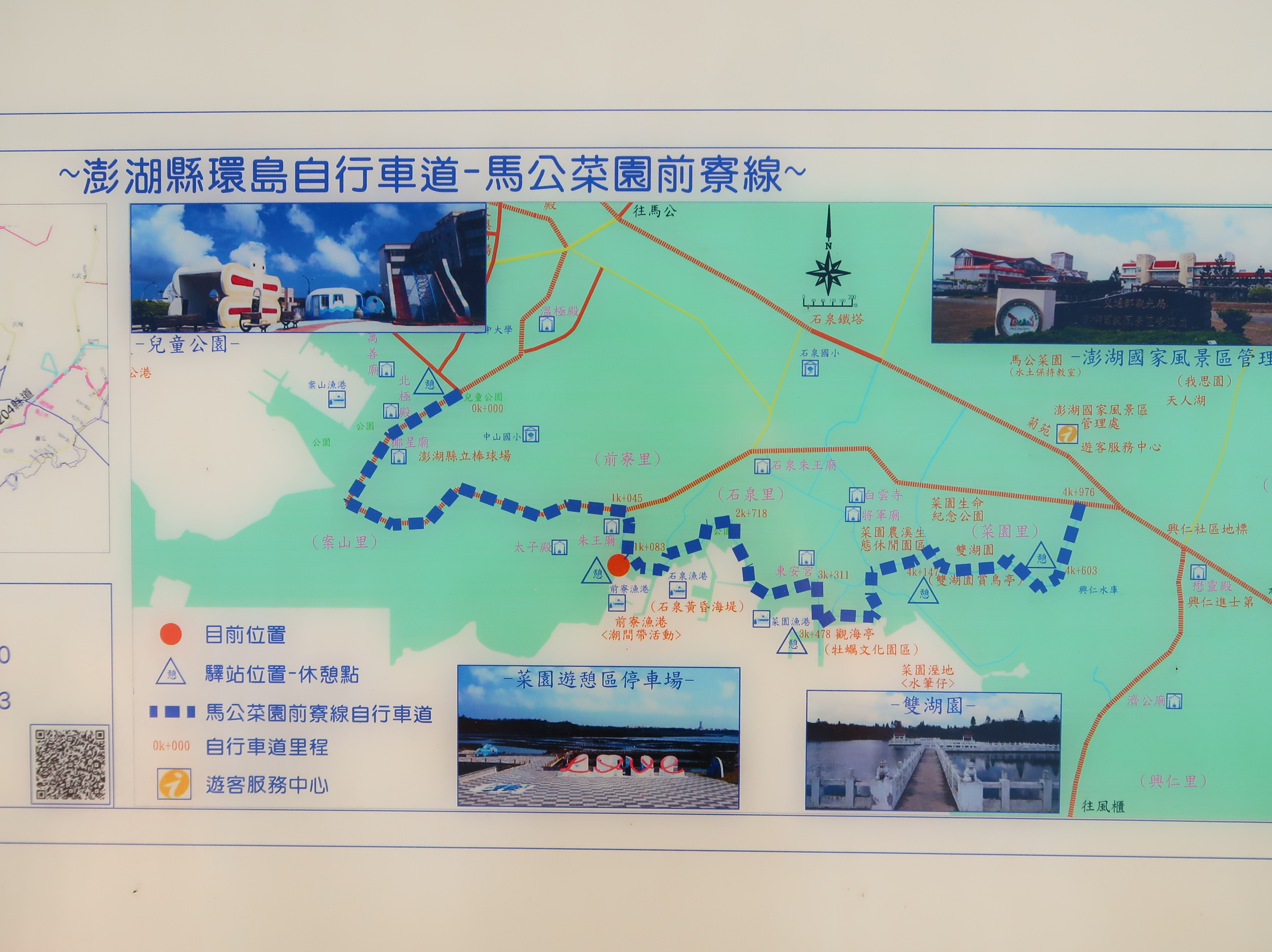
前寮港區域圖
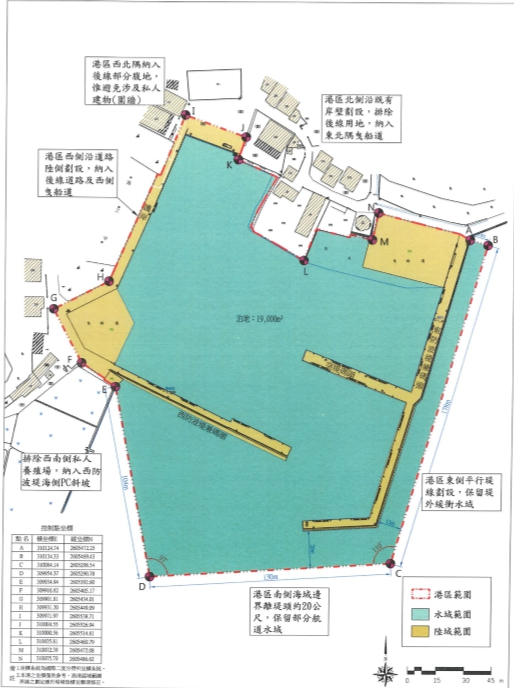
區域平面圖

## 外部連結
- 澎湖縣政府工務處港灣科－前寮漁港
- 菜園漁港安檢所

23°33′04″N 119°35′16″E / 23.550985°N 119.587891°E